# Max Angerer
Max Angerer (* 23. November 1877 in Schwaz, Österreich-Ungarn; † 13. September 1955 ebenda) war ein österreichischer Maler, der für seine künstlerischen Landschaftsbilder aus dem alpinen Raum bekannt wurde.

## Leben und Werk
Max Angerer wuchs als zweites von fünf Kindern des Fotografen Kaspar Angerer und seiner Ehefrau Elisabeth (geb. Hörhager) auf. Nach Besuch der Gewerbeschule in Innsbruck und Fotografenlehre im elterlichen Betrieb diente er im II. Tiroler Landsturmregiment bei den Kartografen. 1901 besuchte er die Malschule Weinhold und Knirr in München und in den Jahren 1903 bis 1904 die „Koeniglich Bayerische Akademie der bildenden-Künste“ bei Gabriel von Hack. Ab 1905 war er freischaffender Künstler. Studienreisen brachten ihn ins Engadin, nach Paris und 1911 auf Nordlandfahrt bis Spitzbergen. 1914 leistete er Kriegsdienst in Galizien. Von 1914 bis 1920 war er in russischer Gefangenschaft in Sibirien (Spaskoje). Nach seiner Rückkehr hat er Schwaz nicht mehr verlassen und wurde zum meisterlichen Darsteller seiner Unterinntaler Heimat. 1934 heiratete er Maria Neuschmied. Die Ehe war kinderlos. 1939 nach Androhung des Berufsverbotes Eintritt in die „Kammer der bildenden Künste / Berlin“. 1953 Verleihung des Titels „Professor“ durch Bundesminister Kolb.
Max Angerer pflegte in frühen Jahren den Kontakt zu Münchner Künstlerkreisen (Defregger u. a.). Seine Landschaftsbilder fanden große Beachtung. Bis zum Ersten Weltkrieg war er als Künstler sehr erfolgreich (Ankauf u. a. durch das Bulgarische Königshaus).
Die Nachkriegszeit brachte für ihn wie vielen anderen Künstlern große Schwierigkeiten. Seine Eltern, der Vater ehemals wohlhabender Bürger und Bürgermeister, waren verarmt und mussten versorgt werden. In dieser Zwischenkriegszeit konnte er seinen Lebensunterhalt nur mit einem großen Teil an Selbstversorgung bestreiten. Er hatte eine umfangreiche Bibliothek mit vielen Klassikern (meistens in Reklam-Ausgaben) und groß war seine Liebe zur Musik. Er hatte zwei Violinen selbst gebaut und traf sich mit Freunden regelmäßig zur Kammermusik. Auch technisch war er interessiert. (So erfand er eine neue Art Schibindung, für die er ein Patent erhielt.) Angerer war ein unpolitischer Mensch nahm aber regen Anteil am Leben seiner Stadt. So engagierte er sich heftig anlässlich der geplanten Renovierung der Stadtpfarrkirche und war Mitglied bei etlichen Vereinen.

## Rezeption
In seiner Heimat wurde Max Angerer von der Bevölkerung anfangs häufig als „Moderner“ skeptisch betrachtet, in Künstlerkreisen und bei Kennern jedoch genoss er Ansehen. 1909 erhielt er eine Einladung zur Mitgliedschaft in der „Union Internationale des Beau Artes et Lettres“. Er war Ausschussmitglied der „Secession Innsbruck“, nahm an vielen Ausstellungen im Lande teil und wurde in Jurys aufgenommen.
Die meisten seiner Bilder zeigen Landschaftsmotive aus der Bergwelt seiner engeren Heimat. Der Stil kann als spät-impressionistisch bezeichnet. Peter Konzert in einer Würdigung: „Angerer malt die Natur nicht nur in ihrer äußeren Schönheit, er malt auch ihre Seele“.
Seine Gemälde wurden in der Bevölkerung bei Naturfreunden und Bergsteigern geschätzt und zieren heute noch viele Heime in Tirol.

## Ausstellungen
- 1906 Glaspalast in München
- 1908, 1909 Ausstellungen der Münchner Sezession
- 1908 Jubiläumsausstellung des Künstlerhauses in Wien
- 1909 Ausstellung des Münchner Kunstvereins
- alle Ausstellungen der „Secession Innsbruck“
- 1925 / 26 Wanderausstellung Gelsenkirchen, Nordrhein-Westfalen
- 1948 Ausstellung „Altmeister Tirolischer Malerei“
- 1951 „Große Tiroler Kunstausstellung“ im Wiener Künstlerhaus
- 1975 Ausstellung „Tiroler Heimat“ der Stadt Schwaz
- 1997 „Gedenkausstellung Max Angerer, 1877-1955“ des Museums und Heimatschutzvereins Schwaz

Einige Bilder sind zu sehen im Museum „Kunst in Schwaz“ im Rabalderhaus.

## Veröffentlichungen
- 1911 Gustav Seidl: Max Angerer, München, Der Föhn, Heft 13
- 1975 Adolf Luchner: Max Angerer, Schwaz, Stadtgemeinde Schwaz
- 1997 Otto Larcher: Max Angerer,  Rabalderhaus
- 1997 Herwig Angerer: Erinnerungen an meinen Großonkel,  Rabalderhaus
- 1997 Peter Konzert: Zum Werk Max Angerers, Rabalderhaus